# أبينغدون (فرجينيا)
أبينغدون، فرجينيا (بالإنجليزية: Abingdon, Virginia)‏ هي بلدة تقع في مقاطعة واشنغطون (فرجينيا) بولاية فرجينيا في الولايات المتحدة. تأسست عام 1776، تبلغ مساحتها 21.6 (كم²)، وترتفع عن سطح البحر 636 م، بلغ عدد سكانها 8191 نسمة في عام 2010 حسب إحصاء مكتب تعداد الولايات المتحدة وتصل الكثافة السكانية فيها 360.2 نسمة/كم2.

## التركيبة السكانية
حدّد مكتب تعداد الولايات المتحدة بيانات التركيبة السكانية لأبينغدون في تعداد الولايات المتحدة. في ما يلي، التركيبة السكانية حسب تعدادي 2000 و2010.

### تعداد عام 2000
بلغ عدد سكان أبينغدون 7,780 نسمة بحسب تعداد عام 2000، وبلغ عدد الأسر 3,522 أسرة وعدد العائلات 2,091 عائلة مقيمة في البلدة. في حين سجلت الكثافة السكانية 372.8 نسمة لكل كيلومتر مربع (965.5/ميل2). وبلغ عدد الوحدات السكنية 3,788 وحدة بمتوسط كثافة قدره 181.5 لكل كيلومتر مربع (470.1/ميل2).
وتوزع التركيب العرقي للبلدة بنسبة 94.99% من البيض و3.41% من الأمريكيين الأفارقة و0.13% من الأمريكيين الأصليين و0.64% من الأمريكيين ذوي الأصول الآسيوية و0.01% من سكان جزر المحيط الهادئ و0.19% من الأعراق الأخرى و0.63% من عرقين مختلطين أو أكثر و0.80% من الهسبانيون أو اللاتينيون من أي عرق.
بلغ عدد الأسر 3,522 أسرة كانت نسبة 25.3% منها لديها أطفال تحت سن الثامنة عشر تعيش معهم، وبلغت نسبة الأزواج القاطنين مع بعضهم البعض 45.6% من أصل المجموع الكلي للأسر، ونسبة 10.6% من الأسر كان لديها معيلات من الإناث دون وجود شريك، بينما كانت نسبة 3.2% من الأسر لديها معيلون من الذكور دون وجود شريكة وكانت نسبة 40.6% من غير العائلات. تألفت نسبة 36.7% من أصل جميع الأسر من عدة أفراد يعيشون في نفس المنزل ونسبة 14.9% كانت تتألف من شخص يعيش بمفرده يبلغ من العمر 65 عاماً أو أكثر. وبلغ متوسط حجم الأسرة المعيشية 2.08، أما متوسط حجم العائلات فبلغ 2.72.
بلغ العمر الوسطي للسكان 42.4 عاماً. وكانت نسبة 18.3% من القاطنين تحت سن الثامنة عشر، وكانت نسبة 7.7% بين الثامنة عشر والرابعة والعشرين عاماً، ونسبة 26.1% كانت واقعةً في الفئة العمرية ما بين الخامسة والعشرين والرابعة والأربعين عاماً، ونسبة 24.7% كانت ما بين الخامسة والأربعين والرابعة والستين، ونسبة 17.4% كانت ضمن فئة الخامسة والستين عاماً فما فوق. يوجد لكل 100 أنثى 81.6 ذكر، ويوجد لكل 100 أنثى في الثامنة عشر من عمرها فما فوق 78.2 ذكر.
بلغ متوسط دخل الأسرة في البلدة 30,976 دولارًا، أما متوسط دخل العائلة فبلغ 46,106 دولارًا. وكان متوسط دخل الذكور 32,005 دولارًا مقابل 22,844 دولارًا للإناث. وسجل دخل الفرد الخاص بالبلدة 22,486 دولارًا. وكانت نسبة 7.3% من العائلات ونسبة 10.1% من السكان تحت خط الفقر، وكان من هؤلاء نسبة 10.4% تحت سن الثامنة عشر ونسبة 9.7% في الخامسة والستين من العمر وما فوق.

### تعداد عام 2010
بلغ عدد سكان أبينغدون 8,191 نسمة بحسب تعداد عام 2010، وبلغ عدد الأسر 3,878 أسرة وعدد العائلات 2,056 عائلة مقيمة في البلدة. في حين سجلت الكثافة السكانية 392.5 نسمة لكل كيلومتر مربع (1,016.6/ميل2). وبلغ عدد الوحدات السكنية 4,271 وحدة بمتوسط كثافة قدره 204.6 لكل كيلومتر مربع (529.9/ميل2).
وتوزع التركيب العرقي للبلدة بنسبة 93.77% من البيض و3.14% من الأمريكيين الأفارقة و0.18% من الأمريكيين الأصليين و1.05% من الأمريكيين ذوي الأصول الآسيوية و0.07% من سكان جزر المحيط الهادئ و0.78% من الأعراق الأخرى و1% من عرقين مختلطين أو أكثر و2.55% من الهسبانيون أو اللاتينيون من أي عرق.
بلغ عدد الأسر 3,878 أسرة كانت نسبة 22.2% منها لديها أطفال تحت سن الثامنة عشر تعيش معهم، وبلغت نسبة الأزواج القاطنين مع بعضهم البعض 38.9% من أصل المجموع الكلي للأسر، ونسبة 10.3% من الأسر كان لديها معيلات من الإناث دون وجود شريك، بينما كانت نسبة 3.8% من الأسر لديها معيلون من الذكور دون وجود شريكة وكانت نسبة 47% من غير العائلات. تألفت نسبة 39.9% من أصل جميع الأسر من عدة أفراد يعيشون في نفس المنزل ونسبة 15.9% كانت تتألف من شخص يعيش بمفرده يبلغ من العمر 65 عاماً أو أكثر. وبلغ متوسط حجم الأسرة المعيشية 2.04، أما متوسط حجم العائلات فبلغ 2.74.
بلغ العمر الوسطي للسكان 43.6 عاماً. وكانت نسبة 17.5% من القاطنين تحت سن الثامنة عشر، وكانت نسبة 8.1% بين الثامنة عشر والرابعة والعشرين عاماً، ونسبة 26% كانت واقعةً في الفئة العمرية ما بين الخامسة والعشرين والرابعة والأربعين عاماً، ونسبة 27.8% كانت ما بين الخامسة والأربعين والرابعة والستين، ونسبة 20.5% كانت ضمن فئة الخامسة والستين عاماً فما فوق. وتوزع التركيب الجنسي للسكان بنسبة 46.9% ذكور و53.1% إناث.

## أعلام
- إتش دبليو. ويذرز
- غيل هاريس
- كوي كرافت
- ديفيد كامبل
- آن دبليو. أرمسترونغ
- برستون دبليو. كامبل
- جون آي. كوكس
- جون بوكانان فلويد
- هاري كارتر ستيوارت
- روبرت ويليام هيوز